# Kibra
Kibra is een lied van de Nederlandse rapper D-Double in samenwerking met de Nederlandse rapformaties Broederliefde en SBMG. Het werd in 2016 als single uitgebracht.

## Achtergrond
Kibra is geschreven door Chyvon Pala, Emerson Akachar, Eranio Spencer, Henk Mando, Jerzy Miquel Rocha Livramento, Melvin Silberie en Reginald Frederik en geproduceerd door DJ EurosoundzZ. Het is een nummer uit het genre nederhop. In het lied rappen de artiesten over een mooie dame met grote billen waarmee de liedverteller mee naar bed wil gaan. De single heeft in Nederland de platinastatus. Op de B-kant van de single is een instrumentale versie van het nummer te vinden.
Het is de eerste keer dat de rapper en de rapformaties tegelijkertijd op een track te horen zijn. Wel waren er onderling al samenwerkingen. Zo stonden D-Double en SBMG al eerder op Mandela. Ze herhaalden de samenwerking op Strijders, Hustlers en Herres. Broederliefde en SBMG hadden eerder al onder andere de hits Alaka en Hard work pays off. Ze herhaalden de samenwerking op Ballon.

## Hitnoteringen
De artiesten hadden succes met het lied in de hitlijsten van Nederland. Het piekte op de 21e plaats van de Nederlandse Single Top 100 en stond acht weken in deze hitlijst. De Nederlandse Top 40 werd niet bereikt; het kwam hier tot de tweede plaats van de Tipparade.